# 行部
行部，為漢字索引中的部首之一，康熙字典214個部首中的第一百四十四個（六劃的則為第二十七個）。在傳統漢字與中文簡化字中，其都被歸為六劃部首。行部只將字左右夾在一起為部字。且無其他部首可用者將部首歸為行部。

## 部首單字解釋
1.ㄒㄧㄥˊ，①走動。②道路。③離去、前往。④傳布、流通。⑤經歷。⑥從事、實踐。⑦兼代官職。⑧能幹。⑨可以，表示同意。⑩滿足、足夠。⑪古詩體的一種，泛指合樂的詩，又稱歌行體。⑫書體的一種。⑬將要。⑭姓。見萬姓統譜 · 五四。
2.ㄒㄧㄥˋ，品格、行為。
3.ㄏㄤˊ，①直排，與列相對。②古代軍制，二十五人為一行。③輩分長幼的次第(次序)。④買賣交易的營業處所或機構。⑤職業。
4.ㄏㄤˋ，行行：剛強的樣子。

## 字形

甲骨文
金文
大篆
小篆

## 字例
（依Unicode顺序排列）
| 除部首外之筆劃 | 字例 -{          |
| -------------- | ---------------- |
| 0              | 行               |
| 2              | 𧗠               |
| 3              | 𧗤衍衎           |
| 4              | 衏䘕             |
| 5              | 衐衑衒術         |
| 6              | 䘖衕衖街衘       |
| 7              | 衙               |
| 9              | 𧗽衚衛衜衝       |
| 10             | 衠𧗾衞衟䘗䘘衠衡 |
| 14             | 䘙               |
| 18             | 衢 }-            |